# Ischnoptera galibi
Ischnoptera galibi är en kackerlacksart som beskrevs av Morgan Hebard 1926. Ischnoptera galibi ingår i släktet Ischnoptera och familjen småkackerlackor. Inga underarter finns listade i Catalogue of Life.